# Groblje sv. Ive u Livnu
Groblje sv. Ive nalazi se uz desnu obalu rijeke Bistrice,  u centru Livna, Bosna i Hercegovina. Prema predaji, na ovoj lokaciji je nekada bio samostan sv. Ivana Krstitelja, spaljen u osmansko doba. 

## Povijesni podaci
Iz povijesnih izvora s kraja IX. stoljeća pa do 1326. godine, Livanjska župa je bila pod vlašću hrvatskih vladara, od kojih su posljednji do 1326. godine bili Šubići. U sastav Bosanske banovine livanjska župa je ušla za vladavine bana Stjepana II. Kotromanića 1326. godine. U crkvenom pogledu bila je u sastavu Splitske nadbiskupije do 1736. godine kad je livanjska župa privremeno do 1757. godine a potom i za stalno priključena apostolskom vikarijatu u Bosni.
Prvi izvor koji spominje samostan Bistricu jest oporuka Andrije Pervošija, Splićanina, od 7. siječnja 1367. godine, koji oporučno ostavlja novac među ostalim samostanima u Bosni i samostanima u Bistrici i Livnu.  Prvi spomen naziva samostana "ordinis Minorum S. Johannis de Bistrica" je u regestima pape Nikole V iz 1448. godine. U defteru Kliškog sandžaka 1604. godine upisana je Crkva sv. Ive u Zastinju, danas sastavnom dijelu Livna.
Prema narodnoj predaji, koju su potvrdila arheološka istraživanja, samostan je spaljen, ali se predaja i arheološki materijal nađen na terenu se podudaraju. Narodna predaja govori da je samostan zapaljen prije 300 godina, tj. tijekom XVII. stoljeća. S druge strane, u preliminarnom izvještaju o arheološkom iskopavanju, pokretni materijal na lokalitetu datiran je u XIV. i XV. stoljeće, prema čemu je autor iskopavanja zaključio da je samostan spaljen najkasnije 80-ih godina XV. stoljeća, prilikom osmanskih osvajanja Livna.
Nakon toga, na ovoj parceli ustanovljeno je aktivno groblje. Na istočnom dijelu parcele, 1885. godine sazidana je kapelica, posvećena sv. Ivanu Krstitelju. U funkciji je bila još 1991. godine.  Srušena je tokom arheoloških radova 1994 -1995. godine jer se nalazila usred lokaliteta i pokrivala je ostatke srednjovjekovnog samostana.

## Nacionalni spomenik
Izuzetno brojan pokretni arheološki materijal potječe iz nekoliko razdoblja, od prapovijesnog do kasnog srednjeg vijeka. Od ostataka samostana istraživači su, prema objavljenim podacima, determinirali klaustar, blagovaonicu i zvonik.
Arheološko područje Groblje sv. Ive u Livnu, proglašeno je za nacionalni spomenik Bosne i Hercegovine

## Vanjske poveznice
- Groblje sv.Ivo  Arhivirana inačica izvorne stranice od 12. kolovoza 2016. (Wayback Machine)